# Saison 4 d'Ugly Betty
Chronologie
Saison 3 d'Ugly Betty
Cet article présente la liste des épisodes de la quatrième et dernière saison du feuilleton télévisé Ugly Betty.
Aux États-Unis, la saison 4 a débuté le 16 octobre 2009 et s'est terminée le 14 avril 2010 sur ABC. En France, la quatrième saison est diffusée entre le 2 avril 2012 et le 13 avril 2012 sur NRJ 12 (épisodes 1 à 10) puis entre le 13 avril 2014 et le 20 avril 2014 sur Chérie 25 (épisodes 11 à 20). Cette saison, la dernière pour la série, contient seulement 20 épisodes sur les 22 prévus. 

L’acteur Adam Rodriguez rejoint la série à partir de cette saison dans le rôle de Bobby Talercio.

## Acteurs Principaux
- America Ferrera (V. F. : Marie Giraudon) : Betty Suarez
- Eric Mabius (V. F. : Anatole de Bodinat) : Daniel Meade
- Vanessa L. Williams (V. F. : Isabelle Leprince) : Wilhelmina Slater
- Becki Newton (V. F. : Agnès Manoury) : Amanda Tanen
- Judith Light (V. F. : Monique Thierry) : Claire Meade
- Ana Ortiz (V. F. : Véronique Alycia) : Hilda Suarez
- Tony Plana (V. F. : François Dunoyer) : Ignacio Suarez
- Michael Urie (V. F. : Damien Witecka) : Marc St James
- Mark Indelicato (V. F. : Victor Naudet) : Justin Suarez
- Daniel Eric Gold (V. F. : Cédric Dumond) : Matt Hartley (épisodes 1 à 11)

## Acteurs Récurrents
Des acteurs invités se joignent à la distribution de chaque épisode, de manière plus ou moins récurrente.

## Épisodes

### Épisodes 1 et 2:L'effet papillon
- Titre original : The Butterfly Effect (part 1 & 2/2)
- Diffusions : 
  -  États-Unis : 16 octobre 2009 sur ABC
  -  Québec : 23 juillet 2010 (partie 1) et 26 juillet 2010 (partie 2) sur Radio-Canada
  -  Suisse : 5 février 2011 sur TSR2
  -  Belgique : 17 mars 2011 (partie 1) et 18 mars 2011 (partie 2) sur RTL TVI
  -  France :  2 avril 2012 (partie 1) et 3 avril 2012 (partie 2) sur NRJ 12
- Résumé :

### Épisode 3:Ton sur ton
- Titre original : Blue On Blue
- Diffusions : 
  -  États-Unis : 23 octobre 2009 sur ABC
  -  Québec : 27 juillet 2010 sur Radio-Canada
  -  Suisse : 5 février 2011 sur TSR2
  -  Belgique : 21 mars 2011 sur RTL TVI
  -  France : 4 avril 2012 sur NRJ 12
- Résumé :

### Épisode 4:Le plus dur métier de New-York
- Titre original : The Weiner, The Bun and The Boob
- Autre titre français : Hot Job
- Diffusions : 
  -  États-Unis : 30 octobre 2009 sur ABC
  -  Québec : 28 juillet 2010 sur Radio-Canada
  -  Suisse : 12 février 2011 sur TSR2
  -  Belgique : 22 mars 2011 sur RTL TVI
  -  France : 5 avril 2012 sur NRJ 12
- Résumé : Tellement débordée de travail, Betty décide de demander de l'aide et Wilhelmina lui lègue Marc. En préparant un article sur les pires emplois de la ville, Betty se rend dans les quartiers pauvres. Daniel engage une splendide assistante qui se montre incapable d'accomplir le travail.

### Épisode 5:Toute seule
- Titre original : Plus None
- Autre titre français : Seule à seule
- Diffusions : 
  -  États-Unis : 6 novembre 2009 sur ABC
  -  Québec : 29 juillet 2010 sur Radio-Canada
  -  Suisse : 12 février 2011 sur TSR2
  -  Belgique : 23 mars 2011 sur RTL TVI
  -  France : 6 avril 2012 sur NRJ 12
- Résumé :

### Épisode 6:Betty et Bobby
- Titre original : Backseat Betty
- Autre titre français : Intrépide Betty
- Diffusions : 
  -  États-Unis : 13 novembre 2009 sur ABC
  -  Québec : 30 juillet 2010 sur Radio-Canada
  -  Suisse : 5 mars 2011 sur TSR2
  -  Belgique : 24 mars 2011 sur RTL-TVI
  -  France : épisode non diffusé sur NRJ12.
- Résumé :

### Épisode 7:Niveau 7
- Titre original : Level (7) With Me
- Autre titre français : Phase Finale
- Diffusions : 
  -  États-Unis : 27 novembre 2009 sur ABC
  -  Québec : 2 août 2010 sur Radio-Canada
  -  Suisse : 12 mars 2011 sur TSR2
  -  Belgique : 25 mars 2011 sur RTL-TVI
  -  France : 15 mai 2013 SUR NRJ 12
- Résumé :

### Épisode 8:Le triangle des Bahamas
- Titre original : The Bahamas Triangle
- Diffusions : 
  -  États-Unis : 4 décembre 2009 sur ABC
  -  Québec : 3 août 2010 sur Radio-Canada
  -  Suisse : 16 avril 2011 sur TSR2
  -  Belgique : 28 mars 2011 sur RTL-TVI
  -  France : 11 avril 2012 sur NRJ 12
- Invités : Shakira (elle-même)
- Résumé : L'équipe de Mode se déplace aux Bahamas. Grâce à Justin, Betty fait la rencontre de la chanteuse colombienne Shakira.

### Épisode 9:Les tests
- Titre original : Be-Shure
- Autre titre français : Plus ou moins ?
- Diffusions : 
  -  États-Unis : 11 décembre 2009 sur ABC
  -  Québec : 4 août 2010 sur Radio-Canada
  -  Belgique : 29 mars 2011 sur RTL-TVI
  -  Suisse : 23 avril 2011 sur TSR2
  -  France : 12 avril 2012 sur NRJ 12.
- Résumé : Betty et Hilda se demandent si elles sont enceintes.

### Épisode 10:La Passion selon Betty
- Titre original : The Passion of The Betty
- Diffusions : 
  -  États-Unis : 6 janvier 2010 sur ABC
  -  Québec : 5 août 2010 sur Radio-Canada
  -  Belgique : 30 mars 2011 sur RTL-TVI
  -  Suisse : 30 avril 2011 sur TSR2
  -  France : 13 avril 2012 sur NRJ 12
- Résumé :

### Épisode 11:Adieux et nouveaux départs
- Titre original : Back In Her Place
- Autre titre français :Dure semaine
- Diffusions : 
  -  États-Unis : 13 janvier 2010 sur ABC
  -  Québec : 6 août 2010 sur Radio-Canada
  -  Belgique : 31 mars 2011 sur RTL-TVI
  -  Suisse : 7 mai 2011 sur TSR2
- Résumé :

### Épisode 12:Blackout!
- Titre original : Blackout
- Autre titre français : Panne générale
- Diffusions : 
  -  États-Unis : 20 janvier 2010 sur ABC
  -  Québec : 9 août 2010 sur Radio-Canada
  -  Belgique : 1er avril 2011 sur RTL-TVI
  -  Suisse : 14 mai 2011 sur TSR2
- Résumé :

### Épisode 13:Copie conforme
- Titre original : Chica and the Man
- Autre titre français : Doublure sur mesure
- Diffusions : 
  -  États-Unis : 3 février 2010 sur ABC
  -  Québec : 10 août 2010 sur Radio-Canada
  -  Belgique : 4 avril 2011 sur RTL-TVI
  -  Suisse : 21 mai 2011 sur TSR2
- Résumé : Dans un cabaret, Wilhelmina est furieuse de voir un travesti qui l'imite à merveille. Betty obtient un prix pour son blog, ce qui provoque la jalousie de Daniel. Marc organise une séance photo avec deux vedettes.

### Épisode 14:L'incendie
- Titre original : Smokin' Hot
- Autre titre français : Chaud devant
- Diffusions : 
  -  États-Unis : 10 février 2010 sur ABC
  -  Québec : 11 août 2010 sur Radio-Canada
  -  Belgique :  5 avril 2011 sur RTL-TVI
  -  Suisse : 4 juin 2011 sur TSR2
- Résumé :

### Épisode 15:Rencontres incendiaires
- Titre original : Fire and Nice
- Autre titre français : Faut pas jouer avec le feu
- Diffusions : 
  -  États-Unis : 10 mars 2010 sur ABC
  -  Québec : 12 août 2010 sur Radio-Canada
  -  Belgique : 6 avril 2011 sur RTL-TVI
  -  Suisse : 11 juin 2011 sur TSR2
- Résumé :

### Épisode 16:Le Théâtre du monde
- Titre original : All the World's a Stage
- Autre titre en français : Baisés volés
- Diffusions : 
  -  États-Unis : 17 mars 2010 sur ABC
  -  Québec : 13 août 2010 sur Radio-Canada
  -  Belgique : 7 avril 2011 sur RTL-TVI
  -  Suisse : 18 juin 2011 sur TSR2
  -  France : 27 juillet 2014 sur Chérie 25
- Résumé : Alors que Betty est invité au cours de théâtre de Justin, elle tombe amoureuse d'un invité metteur en scène Zachari boule et décide de faire son portrait pour mode...

### Épisode 17:Un sourire à un million de dollars
- Titre original : Million Dollar Smile
- Diffusions : 
  -  États-Unis : 24 mars 2010 sur ABC
  -  Québec : 16 août 2010 sur Radio-Canada
  -  Belgique :8 avril 2011 sur RTL-TVI
  -  Suisse : 25 juin 2011 sur TSR2
- Résumé : Justin ne se remet pas de son baiser avec Austine. Pour Betty c'est le jour de se faire enlever son appareil dentaire. Lors d'un shooting avec un soutien-gorge à un million de dollars, bette s'évanouit et rêve qu'elle...

### Épisode 18:L'appel de Londres
- Titre original : London Calling
- Diffusions : 
  -  États-Unis : 31 mars 2010 sur ABC
  -  Québec : 17 août 2010 sur Radio-Canada
  -  Belgique : 11 avril 2011 sur RTL-TVI
  -  Suisse : 9 juillet 2011 sur TSR2
- Résumé : le fils caché de Claire se conflit à Wilheimina pour son problème d'alcoolisme. De son côté, Ilda confie la mission à Betty d'organiser son enterrement de jeune fille. Betty a des billets pour Londres pour Betty. Elle y va accompagnée d'Amanda et Ilda puis elle y rejoint Christina. Un directeur de magazine lui propose un emploi à Londres. Lors d'une soirée dans un pub, elle y rencontre Gio.

Du côté de New York, Bobby se demande pourquoi Justin passe autant de temps avec son ami. Ils les a surpris en train de s'embrasser et comprend que Justin est homosexuel.
Le fils de Claire ayant été amadoué par ce que lui a dit Wilheimina, il lui vole son arme et replonge dans l'alcool et un drame se produit. Betty sous l'effet de l'alcool appelle Henry et lui dit de venir au mariage d'Ilda...

### Épisode 19:Le passé présente le futur
- Titre original : The Past presents the Future
- Diffusions : 
  -  États-Unis : 7 avril 2010 sur ABC
  -  Québec : 18 août 2010 sur Radio-Canada
  -  Belgique : 12 avril 2011 sur RTL-TVI
  -  Suisse : 23 juillet 2011 sur TSR2
- Résumé : Betty demande à Daniel s'il veut bien être son cavalier au mariage d'ilda, mais après l'appel de betty, Henry revient à New York avec son fils. Daniel qui n'est pas très content de cela juge Betty sur son choix, car Henry a pour projet de revenir à New York en tant que comptable. Daniel décide donc d'annuler le rendez vous d'Henry. De son côté, Willelmina innocente le fils de Claire.

Betty prend une décision qui va changer sa vie à tout jamais. Betty et Henry se sont expliqués et se sont dit que ce n'était pas une bonne idée de recommencer une nouvelle histoire. Donc Daniel et Betty vont au mariage ensemble et Daniel commence à développer des sentiments pour Betty...
Justin affiche son homosexualité au grand jour et sa famille réagit très bien.
Bobby et Hilda se marient.

### Épisode 20:On efface tout et on recommence
- Titre original : Hello Goodbye
- Diffusions : 
  -  États-Unis : 14 avril 2010 sur ABC
  -  Québec : 19 août 2010 sur Radio-Canada
  -  Belgique : 13 avril 2011 sur RTL-TVI
  -  Suisse : 6 août 2011 sur TSR2
- Résumé : Betty ne sait pas comment annoncer son départ à Londres à Daniel. Alors que Marc apprend la nouvelle, il décide de tweeter l'info et tout le magazine est au courant. Daniel le prend mal et a du mal à laisser partir Betty d'autant plus qu'il a des sentiments pour elle. Sa mère découvre alors ses sentiments et décide d'en parler à Betty lors de sa soirée de départ.

Ilda, Bobby et Justin cherchent un appartement à Manhattan et ne savent pas comment le dire à Igniacio qui se retrouvera tout seul puisque Betty part pour Londres.
Aston, le chien d'Amanda meurt mais cette dernière retrouve son père. Troy et Marc se remettent en couple.
Daniel lui aussi décidé prendre un nouveau départ car il démissionne de MODE, laisse ses parts à Wilhelmina, et rejoint Betty à Londres.
TOUT EST BIEN QUI FINIT BIEN !
- commentaires :

- C'est le dernier épisode de la série Ugly Betty.

- Cet épisode a réalisé la meilleure audience  de la saison.